# Gudbrandsdalen

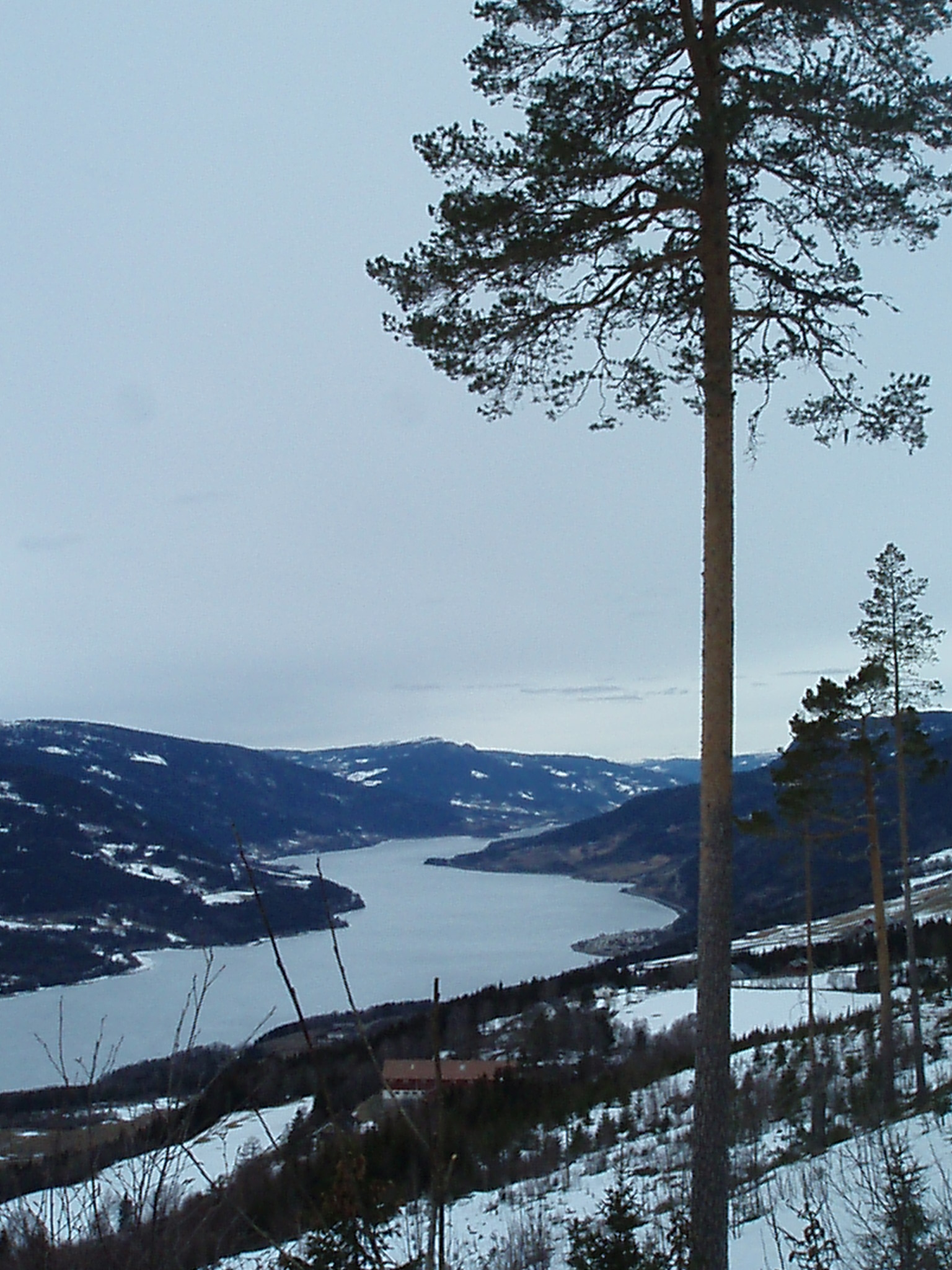
Gudbrandsdalen

Gudbrandsdalen  is een dal in de provincie Innlandet in Noorwegen.
Enkele gemeenten in het dal zijn Lesja, Dovre, Sel, Nord-Fron, Sør-Fron, Ringebu, Øyer, Gausdal en Lillehammer. 
Het Gudbrandsdal wordt gevormd door de gelijknamige rivier Gudbrandsdalslågen die ontspringt in het oostelijke uiteinde van het Lesjaskogsvatnet (meer) in de gemeente Lesja en uitmondt in Mjøsa.
De E6 loopt door Gudbrandsdalen parallel aan de Dovrebanen, de spoorlijn van Oslo naar Trondheim. Bezienswaardig is de toeristische autoroute Peer Gyntweg.